# Freycinetia banksii
Freycinetia banksii (ook bekend als Kiekie) is een dicht vertakte houtige klimplant uit de familie Pandanaceae. De soort komt voor in Nieuw-Zeeland. 

## Beschrijving
De soort heeft talrijke dunne stammetjes tot 40 millimeter diameter, hieruit groeien veel luchtwortels. Het klimt langs boomstammen of vormt dichte klitten op de bosbodem. De stengels en bladeren van de plant zijn overheersend in veel bosgebieden van Nieuw-Zeeland. De stengels kunnen oplopen tot een lengte van 30 meter. De bladeren zijn lang en slank, 60-90 centimeter lang en 2-2,5 centimeter breed.

## Verspreiding
De soort wordt aangetroffen in de bossen van het gehele Noordereiland. Op het Zuidereiland komt de soort voor in gebieden met een hogere regenval. De zuidgrens vormt de Clarence River in het oosten en het Fiordland in het westen van het Zuidereiland.

## Gebruik
De zoet smakende vruchten en de sappige schutbladeren van de bloemen (tāwhara) waren een delicatesse van de Maori. Deze werden vaak verzameld met behulp van een gevorkt stokje. De bladeren werden op grote schaal gebruikt voor het vlechten en weven, hoewel de bredere bladeren van de Phormium tenax de voorkeur hadden. Van de bladeren werden matten en tijdelijke manden voor het bewaren van voedsel geweven. De luchtwortels werden verzameld om als een bindend materiaal voor werktuigen te gebruiken en voor het maken van fuiken en sandalen.

Vruchten